# National Division One 1992-1993
National Division One 1992-93 fu il 6º campionato nazionale inglese di rugby a 15 di prima divisione.
Si tenne dal 19 settembre 1992 al 24 aprile 1993 tra 13 squadre, che si incontrarono a girone unico su 12 turni.
Il campionato fu noto come Courage Clubs' Championship Division One a seguito di accordo di naming stipulato nel 1987 con il birrificio inglese John Courage, che sponsorizzò anche la seconda e terza divisione del torneo.
In corso di competizione detto accordo fu rinnovato per ulteriori tre stagioni a partire da quella successiva.
Il campionato si risolse solo all'ultima giornata con un arrivo a pari punti di Bath e Wasps e il titolo che rimase alla formazione del Somerset per via di una miglior differenza punti fatti/subiti rispetto ai londinesi (+258 contro +68); per Bath, vittorioso solo nel finale sul Saracens grazie a una meta allo scadere di Jon Callard, fu il quarto titolo in sei edizioni di campionato, terzo consecutivo.
Furono quattro le retrocessioni, che interessarono nell'ordine London Scottish, Saracens, West Hartlepool e Lions; al loro posto vi fu solo una promozione al fine di portare la prima divisione a 10 squadre nella stagione successiva con formula di andata e ritorno.
Il valore delle marcature, come stabilito dall’IRFB nel 1992, era: 5 punti per ciascuna meta (7 se trasformata), 3 punti per la realizzazione di ciascun calcio piazzato, idem per il drop.

## Squadre partecipanti
- Bath
- Bristol
- Gloucester
- Harlequins (Londra)
- Leicester
- Lions (Rugby)
- London Irish (Londra)
- London Scottish (Londra)
- Northampton
- Orrell
- Saracens (Londra)
- Wasps (Londra)
- West Hartlepool (Hartlepool)

## Risultati
| Data       | 1ª giornata                   | Risultato |
| ---------- | ----------------------------- | --------- |
| 19-9-1992  | Bath – Harlequins             | 22-6      |
| 19-9-1992  | London Irish – Leicester      | 14-30     |
| 19-9-1992  | London Scottish – Gloucester  | 8-3       |
| 19-9-1992  | Northampton – Bristol         | 16-6      |
| 19-9-1992  | Saracens – Lions              | 14-6      |
| 19-9-1992  | W. Hartlepool – Wasps         | 6-19      |
| Rip.       | Orrell                        |           |
|            |                               |           |
| Data       | 4ª giornata                   | Risultato |
| 10-10-1992 | Bristol – Saracens            | 12-7      |
| 10-10-1992 | Harlequins – London Scottish  | 22-22     |
| 10-10-1992 | Leicester – W. Hartlepool     | 21-8      |
| 10-10-1992 | Lions – Wasps                 | 3-34      |
| 10-10-1992 | Northampton – Bath            | 11-8      |
| 10-10-1992 | Orrell – London Irish         | 8-12      |
| Rip.       | Gloucester                    |           |
|            |                               |           |
| Data       | 7ª giornata                   | Risultato |
| 21-11-1992 | Bristol – Orrell              | 23-11     |
| 21-11-1992 | Gloucester – Saracens         | 19-5      |
| 21-11-1992 | Harlequins – Northampton      | 7-12      |
| 21-11-1992 | Leicester – Bath              | 3-13      |
| 21-11-1992 | Lions – London Irish          | 0-14      |
| 21-11-1992 | Wasps – London Scottish       | 10-6      |
| Rip.       | West Hartlepool               |           |
|            |                               |           |
| Data       | 10ª giornata                  | Risultato |
| 13-3-1993  | Bath – Wasps                  | 22-11     |
| 13-3-1993  | Bristol – Leicester           | 15-10     |
| 13-3-1993  | L. Irish – W. Hartlepool      | 25-13     |
| 13-3-1993  | Norhampton – Gloucester       | 16-21     |
| 13-3-1993  | Orrell – Lions                | 66-0      |
| 13-3-1993  | Saracens – London Scottish    | 41-17     |
| Rip.       | Harlequins                    |           |
|            |                               |           |
| Data       | 13ª giornata                  | Risultato |
| 24-4-1993  | Gloucester – Harlequins       | 25-5      |
| 24-4-1993  | Lions – Leicester             | 5-28      |
| 24-4-1993  | London Scottish – Northampton | 21-34     |
| 24-4-1993  | Saracens – Bath               | 13-19     |
| 24-4-1993  | Wasps – Bristol               | 7-6       |
| 24-4-1993  | W. Hartlepool – Orrell        | 39-15     |
| Rip.       | London Irish                  |           |

| Data       | 2ª giornata                 | Risultato |
| ---------- | --------------------------- | --------- |
| 26-9-1992  | Bath – London Irish         | 42-19     |
| 26-9-1992  | Bristol – W. Hartlepool     | 19-11     |
| 26-9-1992  | Harlequins – Wasps          | 13-15     |
| 26-9-1992  | Leicester – Gloucester      | 22-21     |
| 26-9-1992  | Northampton – Saracens      | 21-17     |
| 26-9-1992  | Orrell – London Scottish    | 13-10     |
| Rip.       | Lions                       |           |
|            |                             |           |
| Data       | 5ª giornata                 | Risultato |
| 24-10-1992 | Bath – Orrell               | 39-3      |
| 24-10-1992 | London Irish – Bristol      | 9-7       |
| 24-10-1992 | London Scottish – Leicester | 11-18     |
| 24-10-1992 | Saracens – Harlequins       | 3-18      |
| 24-10-1992 | Wasps – Gloucester          | 14-9      |
| 24-10-1992 | W. Hartlepool – Lions       | 5-6       |
| Rip.       | Northampton                 |           |
|            |                             |           |
| Data       | 8ª giornata                 | Risultato |
| 9-1-1993   | Bath – Lions                | 61-7      |
| 9-1-1993   | London Irish – Gloucester   | 10-15     |
| 9-1-1993   | L. Scottish – W. Hartlepool | 10-15     |
| 9-1-1993   | Northampton – Leicester     | 12-13     |
| 9-1-1993   | Orrell – Harlequins         | 18-13     |
| 9-1-1993   | Saracens – Wasps            | 9-13      |
| Rip.       | Bristol                     |           |
|            |                             |           |
| Data       | 11ª giornata                | Risultato |
| 27-3-1993  | Gloucester – Orrell         | 8-13      |
| 27-3-1993  | Leicester – Harlequins      | 23-0      |
| 27-3-1993  | Lions – Bristol             | 21-0      |
| 27-3-1993  | L. Scottish – L. Irish      | 28-21     |
| 27-3-1993  | Wasps – Northampton         | 20-12     |
| 27-3-1993  | W. Hartlepool – Bath        | 10-38     |
| Rip.       | Saracens                    |           |

| Data       | 3ª giornata                 | Risultato |
| ---------- | --------------------------- | --------- |
| 3-10-1992  | Gloucester – Lions          | 21-12     |
| 3-10-1992  | London Irish – Northampton  | 12-3      |
| 3-10-1992  | London Scottish – Bristol   | 8-11      |
| 3-10-1992  | Saracens – Orrell           | 6-9       |
| 3-10-1992  | Wasps – Leicester           | 14-13     |
| 3-10-1992  | W. Hartlepool – Harlequins  | 9-12      |
| Rip.       | Bath                        |           |
|            |                             |           |
| Data       | 6ª giornata                 | Risultato |
| 31-10-1992 | Bristol – Bath              | 8-31      |
| 31-10-1992 | Gloucester – W. Hartlepool  | 6-21      |
| 31-10-1992 | Harlequins – London Irish   | 47-24     |
| 31-10-1992 | Leicester – Saracens        | 30-3      |
| 31-10-1992 | Lions – London Scottish     | 20-45     |
| 31-10-1992 | Orrell – Northampton        | 9-10      |
| Rip.       | Wasps                       |           |
|            |                             |           |
| Data       | 9ª giornata                 | Risultato |
| 13-2-1992  | Gloucester – Bath           | 0-20      |
| 13-2-1992  | Harlequins – Bristol        | 16-0      |
| 13-2-1992  | Leicester – Orrell          | 9-0       |
| 13-2-1992  | Lions – Northampton         | 7-13      |
| 13-2-1992  | Wasps – London Irish        | 18-9      |
| 13-2-1992  | W. Hartlepool – Saracens    | 3-10      |
| Rip.       | London Scottish             |           |
|            |                             |           |
| Data       | 12ª giornata                | Risultato |
| 3-4-1993   | Bath – London Scottish      | 40-5      |
| 3-4-1993   | Bristol – Gloucester        | 9-22      |
| 3-4-1993   | Harlequins – Lions          | 35-12     |
| 3-4-1993   | London Irish – Saracens     | 10-9      |
| 3-4-1993   | Northampton – W. Hartlepool | 55-9      |
| 3-4-1993   | Orrell – Wasps              | 10-11     |
| Rip.       | Leicester                   |           |

## Classifica
| Pos | Squadra         | G  | V  | N | P  | PF  | PS  | DP   | Pt |
| --- | --------------- | -- | -- | - | -- | --- | --- | ---- | -- |
| 1   | Bath            | 12 | 11 | 0 | 1  | 355 | 97  | +258 | 22 |
| 2   | Wasps           | 12 | 11 | 0 | 1  | 186 | 118 | +68  | 22 |
| 3   | Leicester       | 12 | 9  | 0 | 3  | 220 | 116 | +104 | 18 |
| 4   | Northampton     | 12 | 8  | 0 | 4  | 215 | 150 | +65  | 16 |
| 5   | Gloucester      | 12 | 6  | 0 | 6  | 173 | 151 | +22  | 12 |
| 6   | Bristol         | 12 | 6  | 0 | 6  | 148 | 169 | −21  | 12 |
| 7   | London Irish    | 12 | 6  | 0 | 6  | 175 | 223 | −48  | 12 |
| 8   | Harlequins      | 12 | 5  | 1 | 6  | 197 | 187 | +10  | 11 |
| 9   | Orrell          | 12 | 5  | 0 | 7  | 175 | 183 | −8   | 10 |
| 10  | London Scottish | 12 | 3  | 1 | 8  | 192 | 248 | −56  | 7  |
| 11  | Saracens        | 12 | 3  | 0 | 9  | 137 | 180 | −43  | 6  |
| 12  | West Hartlepool | 12 | 3  | 0 | 9  | 149 | 236 | −87  | 6  |
| 13  | Lions           | 12 | 1  | 0 | 11 | 104 | 368 | −264 | 2  |

## Verdetti
- Bath: Campione d'Inghilterra
- London Scottish, Saracens, West Hartlepool, Lions: retrocessa in National Division Two 1993-94